# Simón Char
Simón Char Navas (Barranquilla, 9 de marzo de 1972) es un Pianista y jazzista colombiano, productor musical en Estados Unidos y fundador del grupo "Palenke".

## Biografía
Simón Char, nació en Barranquilla, Colombia, donde comenzó a estudiar piano desde los siete años de edad. Pasó su adolescencia en el escenario tocando piano con varias bandas, cosa que lo expuso a diferentes géneros musicales desde muy temprano.
Se graduó de Piano y arreglos contemporáneos de Berklee College of Music en Boston, Massachusetts. Tuvo el privilegio de estudiar bajo Charlie Banacos, una leyenda del mundo de la Música jazz.
Luego de completar sus estudios en Berklee, creó un equipo de músicos con quien tocó en varios grupos y participó en múltiples proyectos en el área de Boston, al igual que por todos los Estados Unidos. Simón dirigió, arregló y compuso para su propia banda de Jazz y Jazz latino ”Palenke” con quien tocó en los eventos más prestigiosos de Boston.
Ha sido invitado a participar en varios festivales de música, entre ellos, “El Festival Internacional Barranquijazz” un evento mundialmente renombrado. Simón se presentó en este festival en dos ocasiones (1998  y 2000), con su propia banda, que llevaba su mismo nombre.  Durante este evento, compartió el escenario con leyendas como  Jesús “Chucho” Valdez, Michel Camilo, Giovanni Hidalgo, Dave Kikoski, Bob Berg, entre otros.
En el 2003 Simón, se mudó a Miami, Florida, con el fin de reconectar con sus raíces musicales Latinas y explorar otros ritmos más allá del Jazz. Desde ese entonces, tocó el piano para el primer y único DVD en vivo de Tito Nieves, también ha grabado con Manny Manuel, Néstor Torres (flautista reconocido a nivel mundial), "Team VIP", "Zona 3", "Titanez", y el multi ganador de Billboard y Grammy,  Flex, a quien Simón produjo y arregló el sencillo “Si te vas con él” . También ha tocado con el Grupo Niche, Laura Pausini, Servando y Florentino, Obie Bermúdez, Andrés Cepeda, Christian Daniel, un nuevo artista producido por Emilio Estefan. Simón ha trabajado con varios ganadores de premios Grammy y con muchos productores reconocidos en Miami.
Perteneció a la orquesta elite “Tributo a la salsa Colombiana” que presenta los artistas más reconocidos de la salsa Colombiana, como el Joe Arroyo, Charlie Cardona, Gabino Pampini, Moncho Santana, la lista continua. La orquesta es dirigida por el reconocido productor de salsa Alberto Barros.
Simón, recientemente, lanzó su último CD, “Simón y Lunas” que produjo , arregló y compuso. Este proyecto es una colaboración entre 7 cantantes muy talentosos que interpretaron de manera magistral las canciones de Simón. El álbum incluye el sencillo “Soledad” y ha sido presentado y halagado por Julio Sanchez Cristo, en su reconocido show “La W” de la cadena radial Caracol. El álbum “Simón y Lunas” fue firmado por Origin en el 2009, una de las disqueras más importantes de Colombia.
Simón tocó el piano en el álbum de Néstor Torres “Nouvo Latino”, que en el 2009 fue nominado a los premios Grammy Americanos en la categoría Jazz latino.

## Discografía principal
Discografía
| Año  | Título                           | Artista            | Disquera / Género     | Crédito                |
| ---- | -------------------------------- | ------------------ | --------------------- | ---------------------- |
| 2009 | Simón & Lunas                    | Simón Char         | SCN Productions INC   | Compositor y Productor |
| 2008 | Nouvo Latino                     | Néstor Torres      | Jazz latino           | Piano                  |
| 2007 | Tito Nieves. En Vivo (CD)        | Tito Nieves        | Univision Music Group | Piano                  |
| 2007 | Tito Nieves. En Vivo (DVD)       | Tito Nieves        | Univision Music Group | Piano                  |
| 2007 | Corazón A Corazón                | Team V.I.P.        |                       | Piano y Fender Rhodes  |
| 2006 | Titán de la Salsa                | Alberto Barros     | Musical Productions   | Piano y Teclados       |
| 2004 | Los Titanez de la Salsa. En Vivo | Los Titanes        | Salsa                 | Piano y Teclados       |
| 2001 | Finders Keeper                   | Steve Langone      | Jazz                  | Piano                  |
| 2000 | Tambora de Madrugada             | Jorge Emilio Fadul | Música folclórica     | Piano                  |
| 1996 | Sendero del Sol                  | Sol y Canto        |                       | Arreglos musicales     |